# アタカマ州

アタカマ州
III Región de Atacama

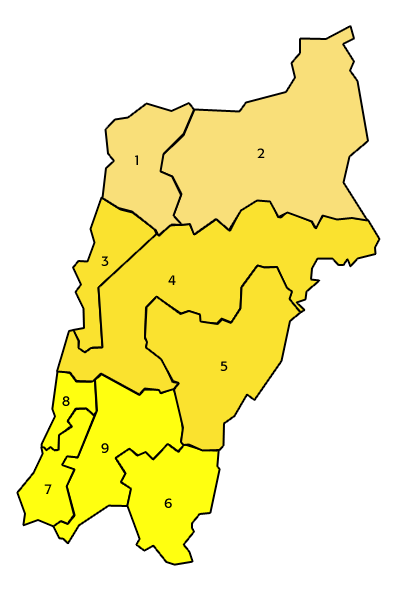
行政区、県

アタカマ州（スペイン語、Región de Atacama）＝III州（第3州）は、チリ共和国の北部の州の1つである。州都はコピアポ（Copiapó）。面積は7万5176.2km2、人口は28万6168人（2017年国勢調査）。

## 地理
おおよそ南緯27度、西経70度付近に位置する。首都サンティアゴは数百km以上南にある。
北でチリのアントファガスタ州（II州）と、南でコキンボ州（IV州）と隣接する。東はアルゼンチン国境、西は太平洋である。

## 隣接州
- アントファガスタ州
- カタマルカ州
- ラ・リオハ州
- サンフアン州
- コキンボ州

## 行政区分
州都は、コピアポ。チャニャラル県（Chañaral）、コピアポ県（Copiapó）、ウアスコ県（Huasco）の3つの県から構成される。